# Nguyễn Phúc Ngọc Thành
Bài này viết về công chúa con vua Gia Long, về công nữ có cùng tên gọi, xem Nguyễn Phúc Khoát.
Nguyễn Phúc Ngọc Thành (chữ Hán: 阮福玉珹; 1812 – 1830) là một công chúa con vua Gia Long nhà Nguyễn trong lịch sử Việt Nam.

## Tiểu sử
Hoàng nữ Ngọc Thành sinh năm Nhâm Thân (1812), là con gái thứ 16 của vua Gia Long, mẹ là Tài nhân Phan Thị Hạc.
Năm Minh Mạng thứ 10 (1829), tháng 9 (âm lịch), công chúa Ngọc Thành lấy chồng là Vệ úy Hồ Văn Thập, là con trai thứ hai của Phúc Quốc công Hồ Văn Bôi. Phúc Quốc công còn có một người con gái là Hồ Thị Hoa, được gả làm Phủ thiếp của vua Minh Mạng, là mẹ của vua Thiệu Trị, sau được truy tôn Tá Thiên Nhân Hoàng hậu.
Chưa kịp tổ chức lễ cưới thì công chúa Ngọc Thành mất vào mùa đông năm đó, hưởng dương 18 tuổi, được ban thụy là Nhu Khiết (柔潔).
Năm Minh Mạng thứ 18 (1837), tháng 7 (âm lịch), vua cho dựng thêm đền phía sau của đền Triển Thân để thờ các vị công chúa mất sớm hoặc không có con. Công chúa Ngọc Thành được liệt thờ ở án thứ nhất, bên phải.
Tẩm mộ của công chúa Ngọc Thành hiện nay tọa lạc trên đường Võ Văn Kiệt, phường An Tây, Huế.